# Parque Nacional Marinho de Fernando de Noronha
Parque Nacional Marinho de Fernando de Noronha é um parque nacional no estado de Pernambuco, Brasil.

## Localização
O Parque Nacional Marinho de Fernando de Noronha abrange parte da ilha de Fernando de Noronha, município de Pernambuco. Possui uma área de 10 927,64 hectares (27 002,8 acre(s)s). A Área de Proteção Ambiental de Fernando de Noronha abrange a parte urbana da ilha, enquanto o Parque Nacional de Fernando de Noronha abrange o restante. A área inclui uma grande extensão marinha até o arquipélago de São Pedro e São Paulo, que também está no Parque Nacional.

## Administração
O Parque Nacional Marinho de Fernando de Noronha foi criado pelo decreto federal 96.693 em 14 de setembro de 1988. É administrado pelo Instituto Chico Mendes de Conservação da Biodiversidade (ICMBio). O parque é classificado como área protegida da IUCN categoria II (parque nacional). O objetivo é preservar um ecossistema natural de grande relevância ecológica e beleza cênica, e apoiar a pesquisa científica, a educação e interpretação ambiental, a recreação ao ar livre e o ecoturismo.
O plano de gestão não oficial foi divulgado em 31 de dezembro de 1990. O conselho consultivo foi nomeado em 31 de dezembro de 2001. Um plano de gestão revisto com vários estudos foi emitido em 29 de novembro de 2010.

## Ambiente

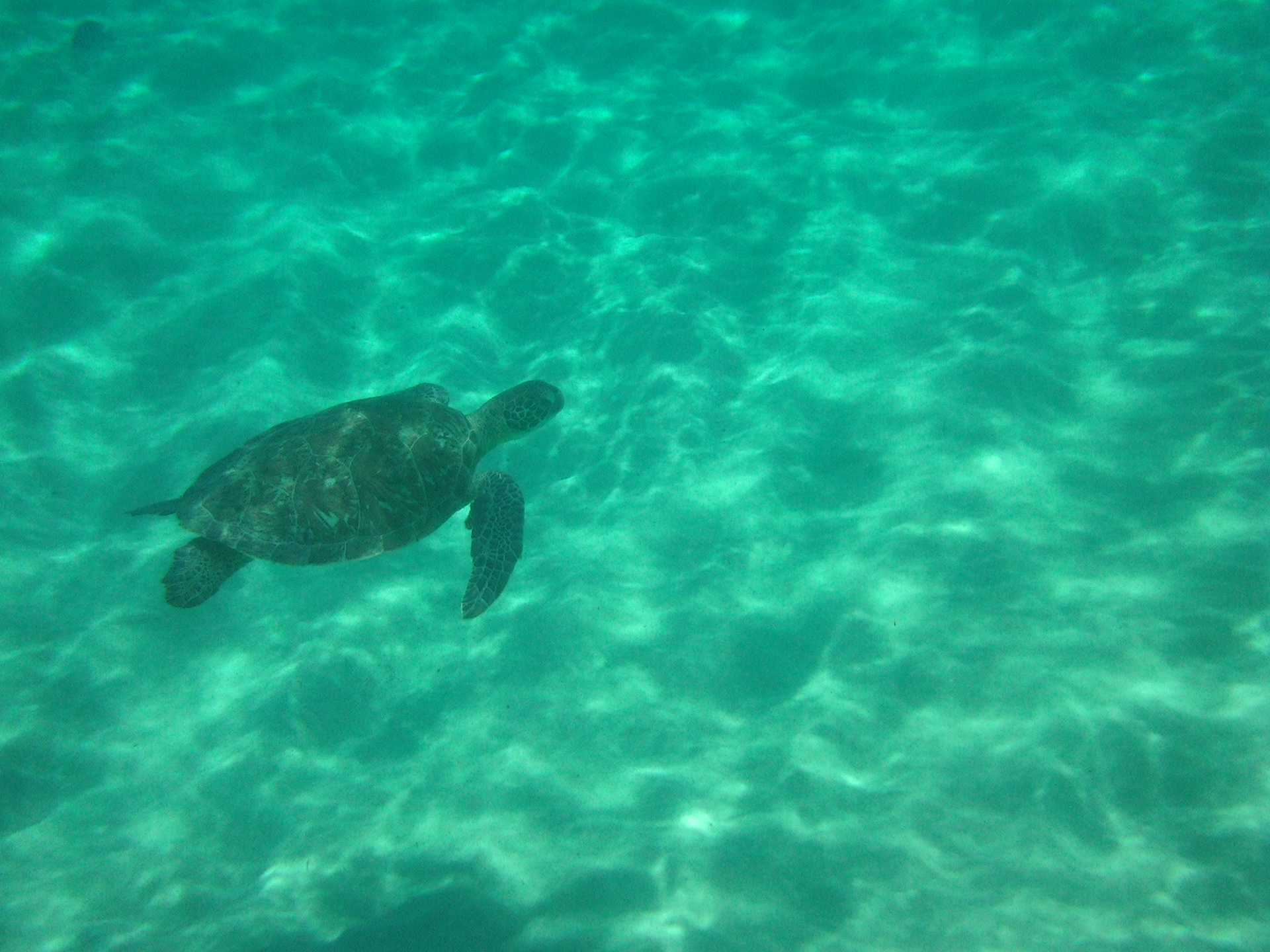
Tartaruga (Chelonia mydas) nadando nas águas de Fernando de Noronha

Grande parte da vegetação original da ilha foi cortada quando ela era usada como prisão, para dificultar o esconderijo dos prisioneiros. Depois disso, espécies não nativas, particularmente a linhaça, foram introduzidas para alimentar o gado e se espalharam descontroladamente. O lagarto teju foi introduzido em uma tentativa malsucedida de controlar uma infestação de ratos e o lagarto também se tornou um problema. Apesar do objectivo declarado de recuperação do ambiente, a criação de ovelhas continuou na ilha.
As aves protegidas no parque incluem cocoruta (Elaenia ridleyana), rabo-de-palha-de-bico-vermelho (Phaethon aethereus), rabo-de-palha-de-bico-laranja (Phaethon lepturus), pardela-de-asa-larga (Puffinus lherminieri), juruviara-de-noronha (Vireo gracilirostris). Outras espécies protegidas no parque incluem os caranguejos caranguejo-amarelo e percnon gibbesi, a tartaruga-cabeçuda (Caretta caretta), a tartaruga-verde (Chelonia mydas), a tartaruga-de-pente (Eretmochelys imbricata), a tartaruga-oliva (Lepidochelys olivacea), o tubarão-limão (Negaprion brevirostris), a estrela-do-mar Echinaster (Othilia) guyanensis, o ouriço-do-lápis-ardósia (<i>Eucidaris tribuloides</i>), o coral-gengibre-do-mar Millepora alcicornis e o coral Phyllogorgia dilatata.